# Carlo Giuseppe Capra
Carlo Giuseppe Capra (Asti, 6 maggio 1712 – Acqui, 22 dicembre 1772) è stato un vescovo cattolico italiano, vescovo della diocesi di Acqui dal 1755 al 1772.

## Biografia
Nacque ad Asti nel 1712, quartogenito di Carlo Francesco dei conti di Azzano e Maria Caterina Robbio di San Raffaele.
Laureatosi in diritto canonico e civile all'università di Torino il 3 giugno 1773 venne ordinato sacerdote il 12 aprile 1735. Nel 1734 venne nominato canonico del duomo di Asti, coadiutore dell'arciprete della cattedrale e alla morte del vescovo Giovanni Todone vicario capitolare sino alla elezione del successore Giuseppe Felissano, di cui fu vicario generale. Nel 1747 assunse la carica di arciprete della cattedrale di Asti.
Sotto proposta di Carlo Emanuele III di Savoia, il 17 febbraio 1755 papa Benedetto XIV nominò Capra vescovo della diocesi di Acqui e la sua consacrazione venne portata a termine a Roma il 23 febbraio dal cardinale Carlo Alberto Guidobono Cavalchini.
Del suo episcopato si hanno poche tracce, forse dovute alla manomissione dei suoi documenti da parte degli esecutori testamentari probabilmente a favore dell'erede universale del vescovo, l'ospedale di Acqui, a cui il vescovo da disposizioni testamentarie donò la propria eredità a patto che venisse edificato un orfanotrofio.
Il suo episcopato si distinse per la generosità del vescovo nei confronti della sua chiesa e della città: lasciò un cospicuo lascito per il mantenimento dei parroci poveri delle parrocchie e per assicurare adeguata assistenza spirituale ai carcerati e i loro custodi fondò un beneficio per la cappella dei carcerati che era stata benedetta nel 1728. Fece poi ristrutturare in parte il palazzo vescovile e, su progetto di Bernardo Antonio Vittone, riuscì a terminare i lavori del seminario iniziati dal suo predecessore Giovanni Ambrogio Bicuti. Non risparmiò anche critiche: come quella ai piccoli conventi accusati di avere al loro interno religiosi mediocri o insubordinati e a quei sacerdoti che si facevano curatori degli affari di famiglia più che delle questioni di fede.
Per via della sua generosità i suoi estimatori dissero di lui che fu "il più insigne benefattore della Chiesa acquese dopo San Guido" e tra i migliori vescovi del Settecento subalpino ma queste opinioni non furono unanimi. Botteri, ad esempio, nella Serie cronologica storica dei Vescovi di Asti scrisse: "Nell'amministrare la diocesi il Capra si mosse nell'ambito di una religiosità giurisdizionalista, tendenzialmente autoritaria e rigorista, poco sensibile alle istanze riformatrici tipiche dell'illuminismo italiano. Le prime difficoltà di governo pastorale gli provennero in parte dalla condizione geografica della diocesi, avente sede negli Stati sabaudi, ma con le comunità di Ovada, Sassello e altre minori in territorio genovese". Lo stesso Capra, d'altronde, lamentava nel 1769 come una certa fazione acquese tentasse di vendicarsi di lui e che lo dipingesse come un "fanatico rigorista".
Il 16 dicembre 1772 si ammalò e richiese l'estrema unzione, il 17 dettò testamento e infine il 22 dicembre morì. Il funerale venne officiato il 26 dicembre per permettere la partecipazione dei vescovi di Asti e di Alessandria.

## Genealogia episcopale
La genealogia episcopale è:
- Cardinale Scipione Rebiba
- Cardinale Giulio Antonio Santori
- Cardinale Girolamo Bernerio, O.P.
- Arcivescovo Galeazzo Sanvitale
- Cardinale Ludovico Ludovisi
- Cardinale Luigi Caetani
- Cardinale Ulderico Carpegna
- Cardinale Paluzzo Paluzzi Altieri degli Albertoni
- Papa Benedetto XIII
- Cardinale Carlo Alberto Guidobono Cavalchini
- Vescovo Carlo Giuseppe Capra